# Наливайко Олег Ігорович
Оле́г І́горович Налива́йко (нар. 10 жовтня 1961, Львів) — український журналіст, громадський і державний діяч. Голова Державного комітету телебачення та радіомовлення України. Заслужений журналіст України (2008).
Член Національної спілки журналістів України (2003).

## Життєпис
Народився 10 жовтня 1961 у Львові; українець; батько Ігор Іванович (1940—1998) і мати Світлана Володимирівна (1939—2000) — інженери; дружина Ірина Анатоліївна (1973) — економіст, директор рекламної фірми; дочка Анастасія (1985) — студентка Київського національного економічного університету; син Максим (1991) — журналіст; син Андрій (2003).
Освіта: Львівський державний університет імені Івана Франка, факультет журналістики (1986), який закінчив з відзнакою; аспірантура Львівського університету за спеціальністю політологія. Стажувався в Агентстві США з міжнародного розвитку (1994), Академії народного господарства (Німеччина, 1995) за спеціальністю зв'язки з громадськістю.
- Листопад 1978 — листопад 1980 — регулювальник радіоапаратури ВО «Електрон».
- Листопад 1980 — січень 1982 — служба в аварійно-рятівній групі Балтійського військово-морського флоту (м. Кронштадт).
- 1982—1986 — студент факультету журналістики Львівського державного університету імені Івана Франка.
- Листопад 1984 — листопад 1991 — завідувач відділу політики і преси Львівського обкому ЛКСМУ, ЦК ЛКСМУ.
- Листопад 1991 — січень 1993 — президент фірми «Вета».
- Січень 1993 — травень 1996 — помічник першого віце-прем'єр-міністра України, керівник прес-служби Міністерства економіки України.
- Травень 1996 — листопад 2000 — генеральний директор фірми «Довіра».
- Листопад 1997 — вересень 2002 — голова правління Корпорації «Інформаційні системи України».
- Вересень 2009 — березень 2010 — перший заступник голови, вересень 2009 — березень 2010 — в. о. голови Державного комітету телебачення та радіомовлення України.
- З березня 2010 — генеральний директор, з березня 2010 — генеральний директор, президент, з лютого 2012 — президент Інформаційного агентства УНІАН.
- З квітня 2012 по березень 2014 — голова Національної спілки журналістів України.
- З 17 березня 2014 — голова Державного комітету телебачення і радіомовлення України.

Державний службовець 3-го рангу (31.07.2014).
Захоплення: теніс, боулінг, шахи.

## Громадська діяльність
Секретар Національної спілки журналістів України.
Активно підтримував ухвалення Закону «Про Суспільне телебачення і радіомовлення України».

## Нагороди
- Орден «За заслуги» III ст. (2018)[3]
- Почесне звання «Заслужений журналіст України» (2008)[4]